# Плавання на Чемпіонаті Європи з водних видів спорту 2018 — 800 метрів вільним стилем (жінки)
Змагання з плавання на дистанції 800 метрів вільним стилем серед жінок на Чемпіонаті Європи з водних видів спорту 2018 відбулися 3 (попередні запливи) та 4 серпня (фінал).

## Рекорди
|                   | Спортсмен         | Країна          | Час     | Місто          | Дата           |
| ----------------- | ----------------- | --------------- | ------- | -------------- | -------------- |
| Світовий рекорд   | Кейті Ледекі      | США             | 8:04.79 | Ріо-де-Жанейро | 12 серпня 2016 |
| Рекорд Європи     | Ребекка Едлінгтон | Велика Британія | 8:14.10 | Пекін          | 16 серпня 2008 |
| Рекорд чемпіонату | Язмін Карлін      | Велика Британія | 8:15.54 | Берлін         | 21 серпня 2014 |

## Результати

### Попередні запливи
| Місце | Заплив | Доріжка | Ім'я              | Країна      | Час     | Примітки |
| ----- | ------ | ------- | ----------------- | ----------- | ------- | -------- |
| 1     | 1      | 4       | Сімона Квадарелла | Італія      | 8:23.93 | Q        |
| 2     | 1      | 5       | Аяна Кеселі       | Угорщина    | 8:27.96 | Q        |
| 3     | 2      | 6       | Анна Єгорова      | Росія       | 8:29.27 | Q        |
| 4     | 2      | 4       | Сара Келер        | Німеччина   | 8:31.96 | Q        |
| 5     | 2      | 5       | Богларка Капаш    | Угорщина    | 8:32.32 | Q        |
| 6     | 1      | 2       | Хімена Перес      | Іспанія     | 8:32.46 | Q        |
| 7     | 2      | 3       | Тьяса Одер        | Словенія    | 8:33.12 | Q        |
| 8     | 2      | 2       | Юлія Хасслер      | Ліхтенштейн | 8:33.40 | Q        |
| 9     | 1      | 3       | Діана Дуарес      | Португалія  | 8:35.53 |          |
| 10    | 1      | 7       | Таміла Голуб      | Португалія  | 8:37.10 |          |
| 11    | 1      | 6       | Селін Рідер       | Німеччина   | 8:37.85 |          |
| 12    | 1      | 8       | Елена Бах         | Данія       | 8:42.46 |          |
| 13    | 2      | 7       | Марлен Кахлер     | Австрія     | 8:46.82 |          |
| 14    | 2      | 0       | Марія Грандт      | Данія       | 8:48.68 |          |
| 15    | 1      | 1       | Беріл Босеклер    | Туреччина   | 8:54.23 |          |
| 16    | 1      | 0       | Аріанна Валлоні   | Сан-Марино  | 8:57.11 |          |
| 17    | 2      | 8       | Анна Ерікссон     | Швеція      | 8:58.55 |          |
| 18    | 2      | 1       | Катя Фейн         | Словенія    | 9:01.55 |          |
| —     | 2      | 9       | Фатіма Алкарамова | Азербайджан | DNS     | DNS      |

### Фінал[1]
| Місце | Доріжка | Ім'я              | Країна      | Час     | Примітки |
| ----- | ------- | ----------------- | ----------- | ------- | -------- |
| 1     | 4       | Сімона Квадарелла | Італія      | 8:16.35 |          |
| 2     | 5       | Аяна Кеселі       | Угорщина    | 8:21.91 |          |
| 3     | 3       | Анна Єгорова      | Росія       | 8:24.61 |          |
| 4     | 6       | Сара Келер        | Німеччина   | 8:25.81 |          |
| 5     | 2       | Богларка Капаш    | Угорщина    | 8:26.32 |          |
| 6     | 1       | Тьяса Одер        | Словенія    | 8:30.08 |          |
| 7     | 8       | Юлія Хасслер      | Ліхтенштейн | 8:33.00 |          |
| 8     | 7       | Хімена Перес      | Іспанія     | 8:35.51 |          |